# Joaquín de Abreu y Orta
Joaquín de Abreu y Orta (Tarifa, 17 de maig de 1782 - Algesires, 17 de febrer de 1851) fou un polític i filòsof espanyol, introductor del socialisme utòpic de Charles Fourier a Espanya.

## Biografia
Militar de professió, va ingressar a l'Armada Espanyola el 1797 com a guàrdiamarina. Va combatre en la Guerra del Francès amb el grau d'alferes, però el 1814 va renunciar a la seva graduació i tornà a Tarifa disposat a participar en la lluita política. Liberal exaltat, s'oposà al cop reial absolutista i hagué d'exiliar-se el 1817. Tornà el 1820 i fou escollit alcalde de Tarifa. Va ser elegit diputat a Corts per Algesires en 1821 durant el Trienni constitucional, i diputat provincial en 1822 i 1823.
Com que votà a favor de la destitució de Ferran VII, a la caiguda del règim liberal en 1823 i condemnat a mort, es va exiliar a Anglaterra i va recórrer el nord d'Àfrica i diverses nacions europees per residir finalment a França, on va conèixer a Charles Fourier i va col·laborar amb ell en la fundació del primer falansteri a Condé-sur-Vesgre (1832). A la mort de Ferran VII el 1834 torna a Espanya, instal·lant-se a Cadis, i després a Algesires. Va publicar en 1835 sota el pseudònim de Proletario una sèrie d'articles a El Eco del Comercio de Madrid, a El Nacional de Cadis i al periòdic d'Algesires El Grito de Carteya, que van ser reproduïts a El Vapor de Barcelona.
Un dels seus deixebles, Manuel Sagrario de Beloy, va idear la creació d'una colònia falansteriana a Tempul, vora de Jerez de la Frontera. El projecte fou presentat el 1842 a les Corts i aprovat per Espartero però no es va dur a la pràctica.
Cap al 1835 es va casar amb una neboda seva i esdevingué un terratinent ric. Fins a 1844 fou vocal del Correccional de Cadis i va influir en el jove Fernando Garrido. Després fou cap de loteries, però deixà el càrrec i marxà a Algesires, on va morir d'una congestió cerebral.

## Opuscles
- Opúsculo sobre la inmoralidad de la renta de loterías, y reforma que a juicio del autor conviniera introducir en este ramo. Escrito por D. Joaquín Abreu Cádiz 1841 (Imprenta de la Viuda de Comes), 20 págs